# Igor Rezniczenko
Igor Rezniczenko, ukr. Ігор Резніченко, Ihor Rezniczenko (ur. 30 grudnia 1994 w Dnieprze) – ukraiński łyżwiarz figurowy reprezentujący Polskę, startujący w konkurencji solistów. Uczestnik mistrzostw świata i Europy, dwukrotny mistrz Polski (2016, 2018).

## Osiągnięcia

### Polska
| Zawody                     | 15–16          | 16–17          | 17–18          | 18–19          |                |                |                |                |                |                |                |                |                |                |                |                |                |
| Międzynarodowe             | Międzynarodowe | Międzynarodowe | Międzynarodowe | Międzynarodowe | Międzynarodowe | Międzynarodowe | Międzynarodowe | Międzynarodowe | Międzynarodowe | Międzynarodowe | Międzynarodowe | Międzynarodowe | Międzynarodowe | Międzynarodowe | Międzynarodowe | Międzynarodowe | Międzynarodowe |
| -------------------------- | -------------- | -------------- | -------------- | -------------- | -------------- | -------------- | -------------- | -------------- | -------------- | -------------- | -------------- | -------------- | -------------- | -------------- | -------------- | -------------- | -------------- |
| Mistrzostwa świata         |                | 29             | 36             | 35             |                |                |                |                |                |                |                |                |                |                |                |                |                |
| Mistrzostwa Europy         |                | 25             | 24             | 25             |                |                |                |                |                |                |                |                |                |                |                |                |                |
| CS Memoriał Ondreja Nepeli |                | 9              |                |                |                |                |                |                |                |                |                |                |                |                |                |                |                |
| CS Warsaw Cup              |                | 4              | 5              |                |                |                |                |                |                |                |                |                |                |                |                |                |                |
| CS Minsk-Arena Ice Star    |                |                | 13             |                |                |                |                |                |                |                |                |                |                |                |                |                |                |
| CS Nebelhorn Trophy        |                |                | 11             |                |                |                |                |                |                |                |                |                |                |                |                |                |                |
| CS Lombardia Trophy        |                |                |                | 13             |                |                |                |                |                |                |                |                |                |                |                |                |                |
| CS Alpen Trophy            |                |                |                | 20             |                |                |                |                |                |                |                |                |                |                |                |                |                |
| Cup of Nice                |                | 10             |                |                |                |                |                |                |                |                |                |                |                |                |                |                |                |
| Dragon Trophy              |                |                |                | 9              |                |                |                |                |                |                |                |                |                |                |                |                |                |
| Golden Bear                |                |                |                | 6              |                |                |                |                |                |                |                |                |                |                |                |                |                |
| Warsaw Cup                 |                |                |                | 5              |                |                |                |                |                |                |                |                |                |                |                |                |                |
| Minsk-Arena Ice Star       |                |                |                | 5              |                |                |                |                |                |                |                |                |                |                |                |                |                |
| Slovenia Open              |                |                | 1              |                |                |                |                |                |                |                |                |                |                |                |                |                |                |
| Krajowe                    |                |                |                |                |                |                |                |                |                |                |                |                |                |                |                |                |                |
| Mistrzostwa Polski         | 1              | 2              | 1              | 1              |                |                |                |                |                |                |                |                |                |                |                |                |                |

### Ukraina
| Zawody                                | 08–09          | 09–10          | 10–11          | 11–12          | 12–13          | 13–14          |                |                |                |                |                |                |                |                |                |                |                |
| Międzynarodowe                        | Międzynarodowe | Międzynarodowe | Międzynarodowe | Międzynarodowe | Międzynarodowe | Międzynarodowe | Międzynarodowe | Międzynarodowe | Międzynarodowe | Międzynarodowe | Międzynarodowe | Międzynarodowe | Międzynarodowe | Międzynarodowe | Międzynarodowe | Międzynarodowe | Międzynarodowe |
| ------------------------------------- | -------------- | -------------- | -------------- | -------------- | -------------- | -------------- | -------------- | -------------- | -------------- | -------------- | -------------- | -------------- | -------------- | -------------- | -------------- | -------------- | -------------- |
| NRW Trophy                            |                |                |                |                | 15             |                |                |                |                |                |                |                |                |                |                |                |                |
| Cup of Nice                           |                |                |                |                |                | 11             |                |                |                |                |                |                |                |                |                |                |                |
| Memoriał Ondreja Nepeli               |                |                |                |                |                | 9              |                |                |                |                |                |                |                |                |                |                |                |
| Uniwersjada                           |                |                |                |                |                | 11             |                |                |                |                |                |                |                |                |                |                |                |
| Międzynarodowe: Kategorie młodzieżowe |                |                |                |                |                |                |                |                |                |                |                |                |                |                |                |                |                |
| JGP w Czechach                        | 23             |                |                |                |                |                |                |                |                |                |                |                |                |                |                |                |                |
| JGP na Łotwie                         |                |                |                |                |                | 12             |                |                |                |                |                |                |                |                |                |                |                |
| JGP w Polsce                          |                |                |                | 12             |                | 8              |                |                |                |                |                |                |                |                |                |                |                |
| JGP na Węgrzech                       |                | 11             |                |                |                |                |                |                |                |                |                |                |                |                |                |                |                |
| JGP we Włoszech                       |                |                |                | 12             |                |                |                |                |                |                |                |                |                |                |                |                |                |
| NRW Trophy                            |                |                |                | 4 J            |                |                |                |                |                |                |                |                |                |                |                |                |                |
| Tirnavia Ice Cup                      |                |                | 3 J            |                |                |                |                |                |                |                |                |                |                |                |                |                |                |
| Krajowe                               |                |                |                |                |                |                |                |                |                |                |                |                |                |                |                |                |                |
| Mistrzostwa Ukrainy                   |                |                | 5              | 4              | 3              | 2              |                |                |                |                |                |                |                |                |                |                |                |

## Rekordy życiowe
| Historyczne rekordy życiowe przed sezonem 2018/2019 | Historyczne rekordy życiowe przed sezonem 2018/2019 | Historyczne rekordy życiowe przed sezonem 2018/2019 | Historyczne rekordy życiowe przed sezonem 2018/2019 | Historyczne rekordy życiowe przed sezonem 2018/2019 |
| Segment                                             | Data                                                | Punkty                                              | Zawody                                              | Uwagi                                               |
| --------------------------------------------------- | --------------------------------------------------- | --------------------------------------------------- | --------------------------------------------------- | --------------------------------------------------- |
| TSS                                                 | 20 listopada 2016                                   | 200,43                                              | Warsaw Cup 2016                                     |                                                     |
| SP                                                  | 19 listopada 2016                                   | 69,85                                               | Warsaw Cup 2016                                     |                                                     |
| SP TES                                              | 19 listopada 2016                                   | 37,90                                               | Warsaw Cup 2016                                     |                                                     |
| SP PCS                                              | 28 października 2017                                | 32,35                                               | Minsk-Arena Ice Star 2017                           |                                                     |
| FS                                                  | 19 listopada 2017                                   | 131,14                                              | Warsaw Cup 2017                                     |                                                     |
| FS TES                                              | 29 września 2017                                    | 69,20                                               | Nebelhorn Trophy 2017                               |                                                     |
| FS PCS                                              | 20 listopada 2016                                   | 64,40                                               | Warsaw Cup 2016                                     |                                                     |